# Filip Daems
Filip Daems (ur. 31 października 1978 w Turnhout) – piłkarz belgijski grający na pozycji środkowego obrońcy.

## Kariera klubowa
Karierę piłkarską Daems rozpoczął w klubie Verbroedering Geel. W sezonie 1995/1996 zadebiutował w jego barwach w drugiej lidze. Przez trzy lata nie zdołał awansować z Geel do pierwszej ligi i w 1998 roku odszedł do grającego w niej Lierse SK. W 1999 roku zdobył z Lierse Puchar Belgii, natomiast latem wywalczył także Superpuchar Belgii. W 2000 roku był na krótko wypożyczony do KVC Westerlo, a latem wrócił do Lierse i grał w nim do końca sezonu 2000/2001.
Latem 2001 roku Daems przeszedł do tureckiego Gençlerbirliği SK. Kosztował 400 tysięcy euro i od razu stał się podstawowym zawodnikiem klubu z Ankary. W sezonie 2002/2003 był jednym z najskuteczniejszych zawodników tego zespołu. Swoimi 7 bramkami przyczynił się do zajęcia przez Gençlerbirliği SK 3. miejsca w tureckiej pierwszej lidze. W Gençlerbirliği grał do końca 2004 roku, a łącznie rozegrał dla tego klubu 98 meczów i strzelił 13 goli.
W zimowym oknie transferowym 2005 roku Daems odszedł za 300 tysięcy euro do niemieckiej Borussii Mönchengladbach. W Bundeslidze zadebiutował 29 stycznia w zremisowanym 1:1 wyjazdowym spotkaniu z Borussią Dortmund. W 2006 roku na skutek kontuzji Belg opuścił cały sezon ligowy i nie rozegrał żadnego spotkania, a międzyczasie Borussia spadła do drugiej ligi. Z kolei w sezonie 2007/2008 był podstawowym zawodnikiem swojego zespołu i powrócił z nim do pierwszej ligi.
| Sezon   | Klub                     | Kraj   | Rozgrywki     | Mecze | Bramki |
| ------- | ------------------------ | ------ | ------------- | ----- | ------ |
| 1995/96 | Verbroedering Geel       | Belgia | Tweede klasse | 3     | 0      |
| 1996/97 | Verbroedering Geel       | Belgia | Tweede klasse | 14    | 0      |
| 1997/98 | Verbroedering Geel       | Belgia | Tweede klasse | 23    | 2      |
| 1998/99 | Lierse SK                | Belgia | Eerste klasse | 27    | 1      |
| 1999/00 | Lierse SK                | Belgia | Eerste klasse | 26    | 1      |
| 1999/00 | KVC Westerlo             | Belgia | Eerste klasse | 2     | 0      |
| 2000/01 | Lierse SK                | Belgia | Eerste klasse | 30    | 1      |
| 2001/02 | Gençlerbirliği SK        | Turcja | Süper Lig     | 27    | 2      |
| 2002/03 | Gençlerbirliği SK        | Turcja | Süper Lig     | 27    | 7      |
| 2003/04 | Gençlerbirliği SK        | Turcja | Süper Lig     | 29    | 2      |
| 2004/05 | Gençlerbirliği SK        | Turcja | Süper Lig     | 11    | 0      |
| 2004/05 | Borussia Mönchengladbach | Niemcy | Bundesliga    | 11    | 0      |
| 2005/06 | Borussia Mönchengladbach | Niemcy | Bundesliga    | 22    | 0      |
| 2006/07 | Borussia Mönchengladbach | Niemcy | Bundesliga    | 0     | 0      |
| 2007/08 | Borussia Mönchengladbach | Niemcy | 2. Bundesliga | 27    | 1      |
| 2008/09 | Borussia Mönchengladbach | Niemcy | Bundesliga    | 33    | 2      |
| 2009/10 | Borussia Mönchengladbach | Niemcy | Bundesliga    | 18    | 1      |
| 2010/11 | Borussia Mönchengladbach | Niemcy | Bundesliga    | 34    | 4      |
| 2011/12 | Borussia Mönchengladbach | Niemcy | Bundesliga    | 31    | 3      |
| 2012/13 | Borussia Mönchengladbach | Niemcy | Bundesliga    | 19    | 1      |
| 2013/14 | Borussia Mönchengladbach | Niemcy | Bundesliga    | 15    | 2      |
| 2014/15 | Borussia Mönchengladbach | Niemcy | Bundesliga    | 0     | 0      |
| 2015/16 | KVC Westerlo             | Belgia | Eerste klasse | 22    | 1      |
| 2016/17 | KVC Westerlo             | Belgia | Eerste klasse | 29    | 2      |

## Kariera reprezentacyjna
W reprezentacji Belgii Daems zadebiutował 31 marca 2004 roku w przegranym 0:3 towarzyskim spotkaniu z Niemcami, gdy w 46. minucie zmienił Jonathana Blondela.